# Microdon novaeguinea
Microdon novaeguinea är en tvåvingeart som beskrevs av Meijere 1908. Microdon novaeguinea ingår i släktet myrblomflugor, och familjen blomflugor. Inga underarter finns listade i Catalogue of Life.